# Fabiano Flora
Fabiano José Costa Flora (Penedono, 29 maggio 1985) è un allenatore di calcio portoghese.

## Carriera
Nel 2008 si trasferisce in Italia per frequentare degli studi nella capitale, cogliendo l'occasione per frequentare uno stage presso la Società Sportiva Lazio. Stage che si trasforma in un contratto di 5 anni con la società bianco-celeste.
Da lì inizia un percorso con le giovanili della Lazio, che lo porterà ad allenare per brevi periodi altre giovanili di squadre importanti, come Manchester Utd e Benfica.
Dopo aver fatto ritorno nella capitale, sempre alla Lazio, nel 2013 ha una piccola parentesi con la Juventus
Il 1º settembre 2023 è diventato il nuovo allenatore dell'Al-Kholood.